# Batalla de Fehrbellin (1758)
La batalla de Fehrbellin fue una batalla en que se desarrolló en la localidad de Fehrbellin  durante la guerra de los Siete Años entre fuerzas suecas y prusianas el 28 de septiembre de 1758.
Las fuerzas prusianas del general Carl Heinrich von Wedel intentaban detener la ofensiva sueca en Brandeburgo. Las fuerzas suecas tenían la ciudad, con un destacamento armado en cada una de las tres puertas.
Los prusianos llegaron y lograron abrirse paso en la puerta occidental, en Mühlenthor obligando a los suecos a huir en desbandada. Llegaron refuerzos y los prusianos, que no habían podido quemar el puente, se vieron obligados a retirarse.
Los suecos perdieron 23 oficiales y 322 soldados en la batalla. Las bajas prusianas fueron significativas. Según los informes, los prusianos se llevaron consigo 15 vagones cargados con soldados muertos y heridos cuando se retiraron.